# Ankerplein

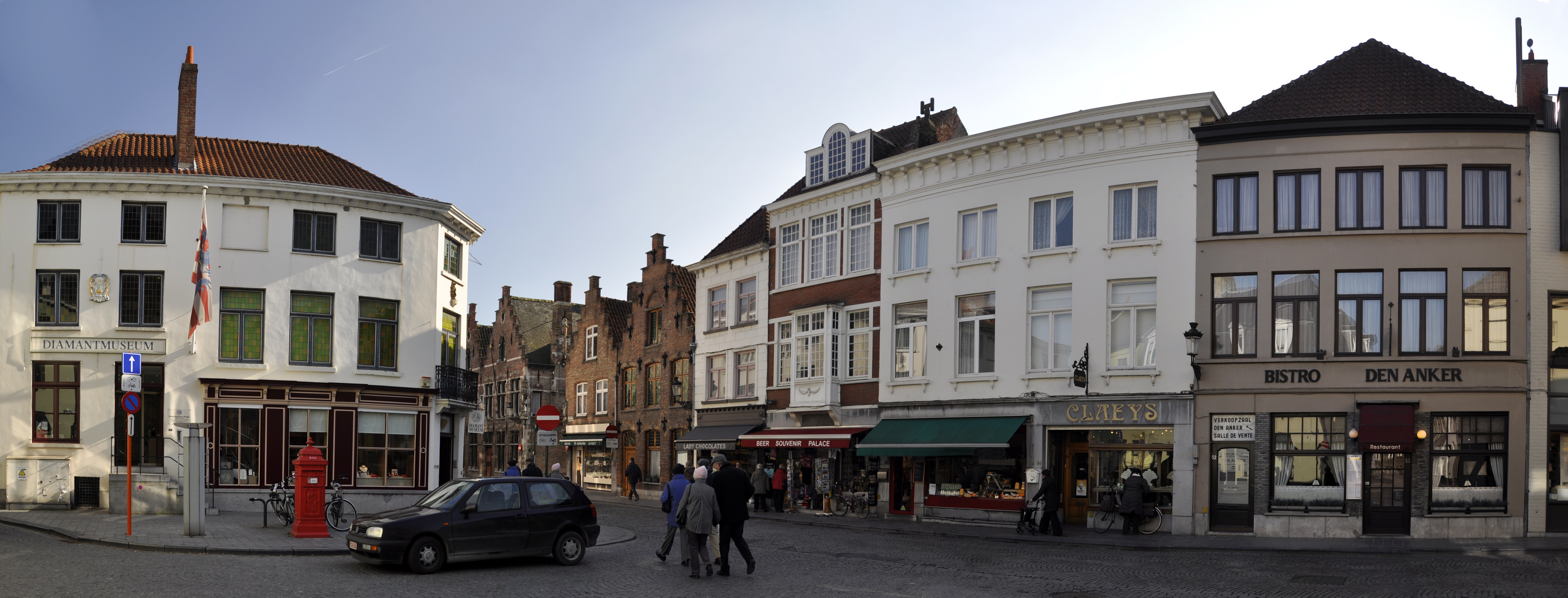
Het Ankerplein met rechts de herberg en links het Diamantmuseum

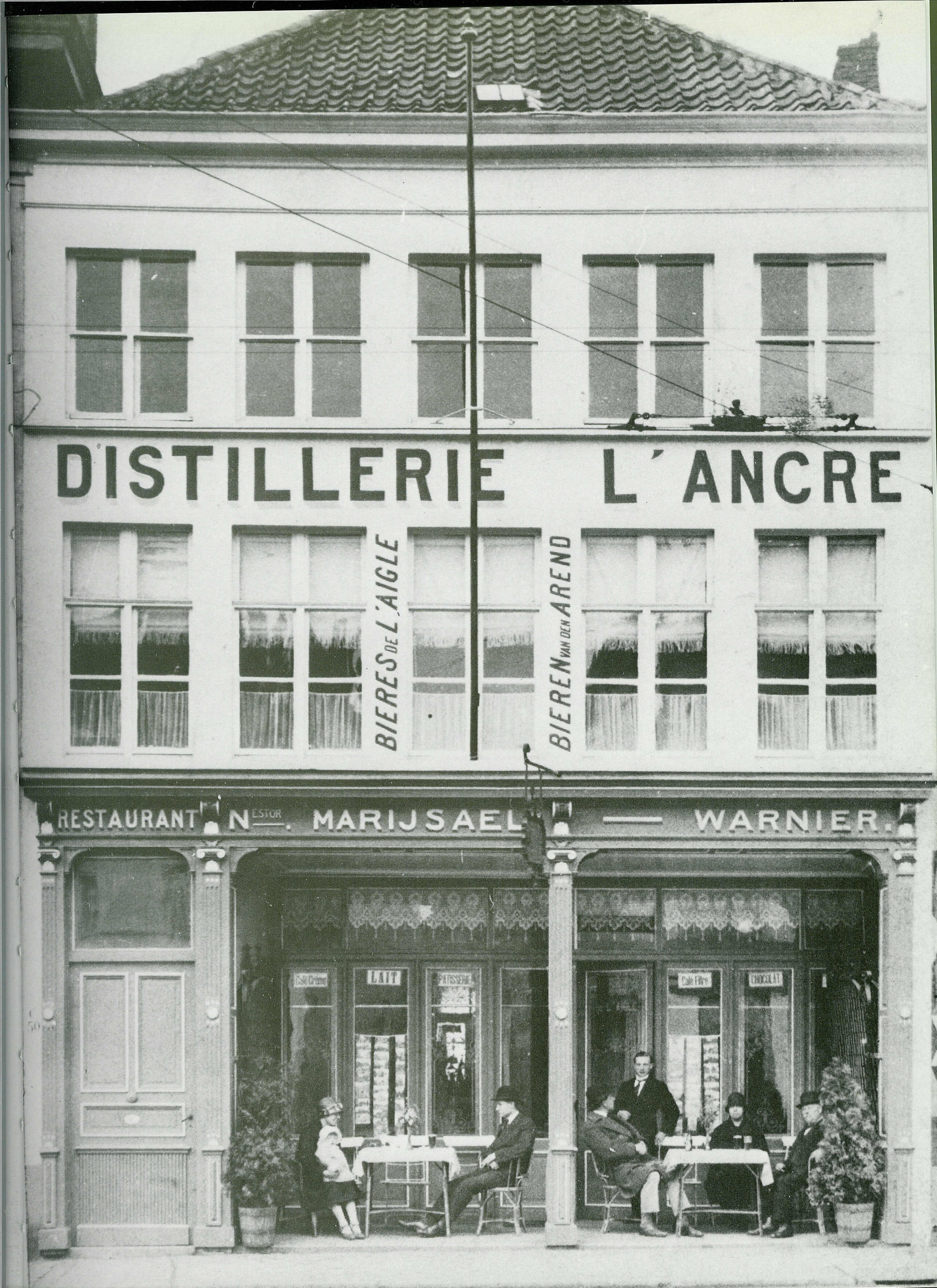

Het Ankerplein is een pleintje in Brugge, gevormd door de plek waar Katelijnestraat, Oude Gentweg en Nieuwe Gentweg samenkomen. Aan het Ankerplein ligt het Brugse Diamantmuseum.

## Officieel geen plein
Alhoewel de naam van dit kleine pleintje officieel niet bestaat en het deel uitmaakt van de Katelijnestraat, wordt de naam Ankerplaats algemeen gebruikt door de Bruggelingen. Bedrijven vermelden de naam bij hun adresgegevens en het stadsbestuur gebruikt de naam zelfs in officiële berichten.
Het pleintje heeft zijn naam te danken aan de herberg L'Ancre of Den Anker, waarvan de oorsprong teruggaat tot minstens in de 16e eeuw. Men vindt er een vermelding van in 1579. Tevens was er een stokerij aan de uitbating verbonden.